# 切尔西靴

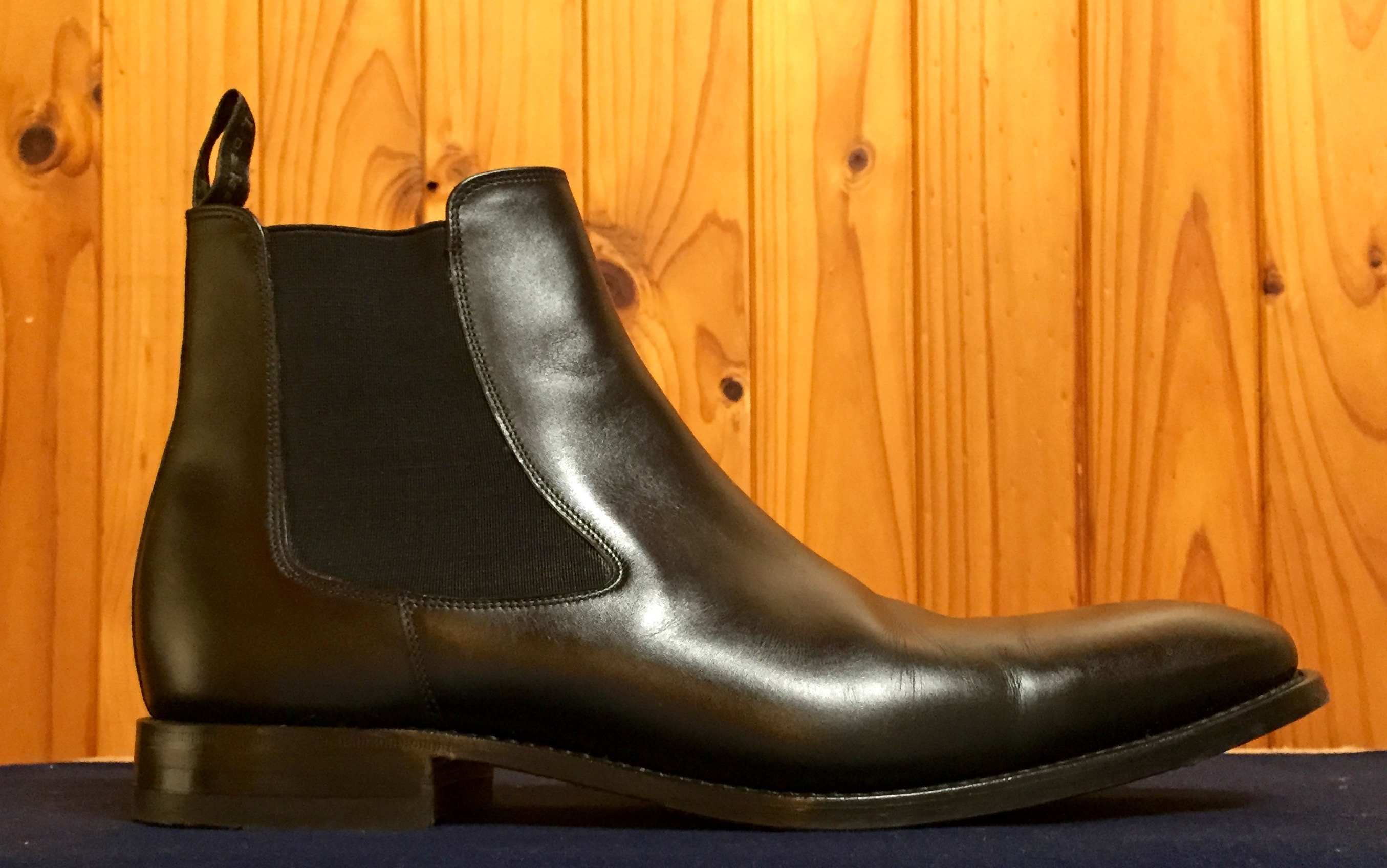
黑色小牛皮切尔西靴

切尔西靴（Chelsea boot）是一種高脚踝的靴子，切尔西靴可以追溯到维多利亚时代，當時男女均有穿著切尔西靴。早期切爾西靴在騎馬時穿著，20世紀60年代，披頭士樂隊成員穿著切爾西靴後切尔西靴開始風靡一時。